# Sambaa K'e
Sambaa K’e, autrefois nommée Trout Lake, est une localité située dans la région du Dehcho dans les Territoires du Nord-Ouest au Canada près de la frontière avec l'Alberta à l'est de Fort Liard sur les rives du lac Sambaa K'e (en). La communauté adopta son nom actuel le 21 juin 2016. Lors du recensement de 2016, la population y était de 88 habitants dont la majorité est des membres des Premières Nations. Plus de la moitié de la population a l'esclave comme langue maternelle.

## Population
- 88 (recensement de 2016)[1]
- 92 (recensement de 2011)